# Cerasus yuyamae
Cerasus yuyamae là loài thực vật có hoa trong họ Hoa hồng. Loài này được (Sugim.) H. Ohba mô tả khoa học đầu tiên năm 1992.